# Рацемічний конгломерат
Рацемічний конгломерат (англ. racemic conglomerate) — твердий рацемічний різновид, який є механічною сумішшю еквімолекулярних кількостей енантіомерів, які перебувають у вигляді окремих твердих фаз. Утворюється при кристалізації з розчинiв енантіомерів, коли кожен з них кристалізується окремо. Температура плавлення такої рацемічної суміші нижча за температури плавлення складників, вона утворює евтектику, розчинність її вища, ніж окремих компонентів. Процес її утворення при кристалізації рацемату називають спонтанним розділенням. Механічним сортуванням кристалів можна отримати чисті чи майже чисті енантіомери.